# میهمانی چای (ترانه)
«میهمانی چای» (به انگلیسی: Tea Party) ترانه‌ای از خواننده-ترانه‌پرداز استونیایی کرلی می‌باشد که به‌عنوان بخشی از آلبوم گردآوری‌شده فیلم ۲۰۱۰ آلیس در سرزمین عجایب که در ۲ مارس سال ۲۰۱۰ منتشر شد تحت عنوان تقریباً آلیس قرار دارد.
موزیک ویدئوی این ترانه به‌کارگردانی جاستین هاردر در ۱۰ مارس سال ۲۰۱۰ به نمایش در آمد.

## آهنگسازی و ترکیب‌بندی
کرلی درمورد این ترانه اظهار داشت که می‌خواسته چیزی «سایکدلیک [و] کژدیسه» و با الهام از فیلم آلیس در سرزمین عجایب خلق نماید.